# Цыдыпова, Валентина Ешидоржиевна
Валенти́на Ешидоржи́евна Цыды́пова — российская оперная певица, Народная артистка Бурятской АССР (1991), Заслуженная артистка России (2002), солистка Бурятского академического театра оперы и балета.

## Биография
Родилась 2 января 1955 года в улусе Алтачей Бичурского района Бурятской АССР. В 1985 году окончила Новосибирскую государственную консерваторию имени Михаила Глинки, класс профессора Р. Жуковой. Голос сопрано.
После возвращения на родину принята в 1985 году в оперную труппу Бурятского театра оперы и балета. В 1989 году певица была приглашена в Новосибирский театр оперы и балета, где была солисткой три года. Затем с 1992 по 2005 год Цыдыпова была солисткой Мариинского театра в Санкт-Петербурге.
Валентина Цыдыпова много гастролировала по СССР и России. Её голос могли услышать любители оперного искусства в Италии, Испании, Франции, Израиле, Германии, Голландии, Японии, Турции, Южной Корее, Великобритании, США. В частности она выступала в Метрополитен-опера, Ла Скала, Ковент-Гарден, Опера-Бастиль, Дойче-опера.
Участвовала во многих международных оперных фестивалях, например, в Токио, Лондоне, Брюсселе, Савонлинне, Эдинбурге, Глайндборне.
С 2005 года снова служит в Бурятском театре оперы и балета. За 30 лет творчества исполнила более 30 оперных партий из самых известных произведений мировой оперы.

## Театральный репертуар
- Аида — «Аида» (Джузеппе Верди);
- Дездемона — «Оттело» (Джузеппе Верди)
- Леонора — «Сила судьбы» (Джузеппе Верди)
- Микаэла — «Кармен» (Жорж Бизе)
- Маддалена — «Маддалена» (Сергей Прокофьев)
- Катерина — «Катерина Измайлова» (Дмитрий Шостакович)
- Одабелла — «Аттила» (Джузеппе Верди)
- Земфира — «Алеко» (Сергей Рахманинов)
- Сантуцца — «Сельская честь» (Пьетро Масканьи)
- Турандот — «Турандот» (Джакомо Пуччини)
- Саломея — «Саломея» (Рихард Штраус)
- Кундри — «Парсифаль» (Рихард Вагнер)
- Татьяна — «Евгений Онегин» (Петр Чайковский);
- Иоланта — «Иоланта» (Петр Чайковский)
- Лиза — «Пиковая дама» (Петр Чайковский)
- Ярославна — «Князь Игорь» (Александр Бородин)
- Елизавета — «Дон Карлос» (Джузеппе Верди)
- Волхова — «Садко» (Николай Римский-Корсаков)
- Мария — «Мазепа» (Петр Чайковский)
- Мадам Баттерфляй — «Чио-Чио-сан» (Джакомо Пуччини)
- Тоска — «Тоска» (Джакомо Пуччини)

## Дискография
- «Садко» (Волхова) — Philips Classics
- Софья (Кодаю) — NHK
- Вокальный цикл Дмитрия Шостаковича на стихи японских поэтов — ВВС

## Награды и звания
- Заслуженная артистка России (2002)
- Народная артистка Бурятской АССР (1991)
- III премия Всероссийского конкурса вокалистов имени М. Глинки (1987)
- Лауреат Всемирного фестиваля молодежи и студентов (Москва, 1985)
- Дипломант Международного конкурса (Рига, 1989)[2].